# Фавн

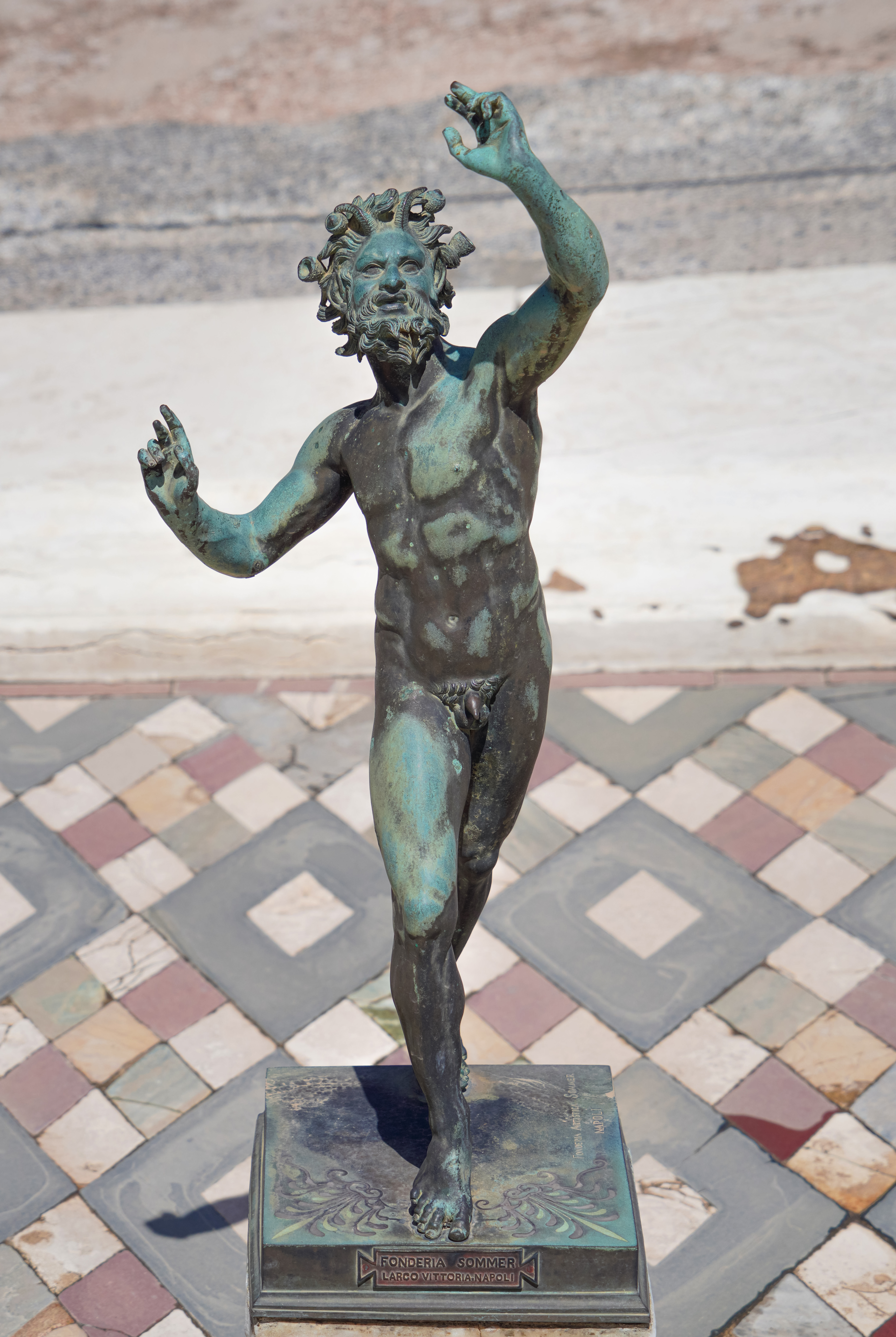
Статуя Фавна в Помпеях

Фавн (лат. Faunus від favere — сприяти, бути прихильним) — одне з найдавніших божеств у римській міфології; покровитель лісів, отар і пастухів; син Піка й Помони (варіант: Коненти).  
У давні часи римляни ототожнювали Фавна з грецьким Паном. Традиційно цього бога зображали як чоловіка з козлиними ріжками і ногами.

## Культ Фавна
Фавн шанувався римлянами як покровитель тваринництва, він сприяв зростанню стад, плодючості тварин. Фавну приписувалася здатність, за виконання спеціального ритуалу людьми, очищати поля і стада від лих. Часом здатність Фавна збільшувати потомство переносили і на світ людей. На честь Фавна у грудні справляли свято фавналії. Фавну приносили в жертву цапів, робили узливання молоком і вином. На честь божка як захисника отар від вовків 15 лютого влаштовували луперкалії. Іноді його самого зображали в образі вовка. Луперкалії проіснували чи не найдовше з язичницьких свят. Офіційно їх було заборонено в 494 році Папою Геласієм, натомість було встановлено свято Богоматері. 
Іноді Фавна сприймали як сільського бога взагалі. З плином часу сільських районів Римської держави ставало все більше, і в багатьох стали шанувати свого Фавна. Зрештою Фавн перестав бути одним божеством, його прирівнювали до грецьких сатирів, що служать головному Фавну. 
Поет Горацій звертається до нього з такою молитвою: 
|  | Фавне, коханцю полохливих німф, прошу тебе, прийди на мої поля і сонячні ниви й будь добрим до моєї молодої отари. Для тебе щороку забиваю молоденьке козеня і ставлю тобі повні келихи вина, для тебе старий жертовник оповивається клубами диму. А як настане твоє свято, худоба вільно гуляє на буйних пасовиськах, і все село виходить на луки, і вівці не бояться вовків. Дикий ліс осипає для тебе листя, а селянин на твою честь танцює і весело тупає в немилу землю. |

За повір'ям, Фавн попереджає заблукалих у лісі про небезпеку і спрямовує до виходу ледве чутними звуками. Тому Фавну приписувалося передбачення майбутнього. Хто бажав заглянути в майбутнє, повинен був заснути на шкурі принесеної в жертву вівці. Такий віщий сон мав назву інкубація. Звідси, можливо, епітет Фавна Інкуб. 
Сином Фавна й німфи Маріки вважався Латин.